# 南維三
南 維三（みなみ いぞう、1931年4月17日 - ）は、日本の経営者。日立造船社長を務めた。広島県広島市出身。

## 経歴
1956年に広島大学工学部を卒業し、同年に日立造船に入社。1988年6月に取締役に就任し、1991年4月に常務、1992年4月に専務を経て、1993年6月に副社長に就任し、1995年6月には社長に昇格。2001年6月に相談役に就任。